# MX4D

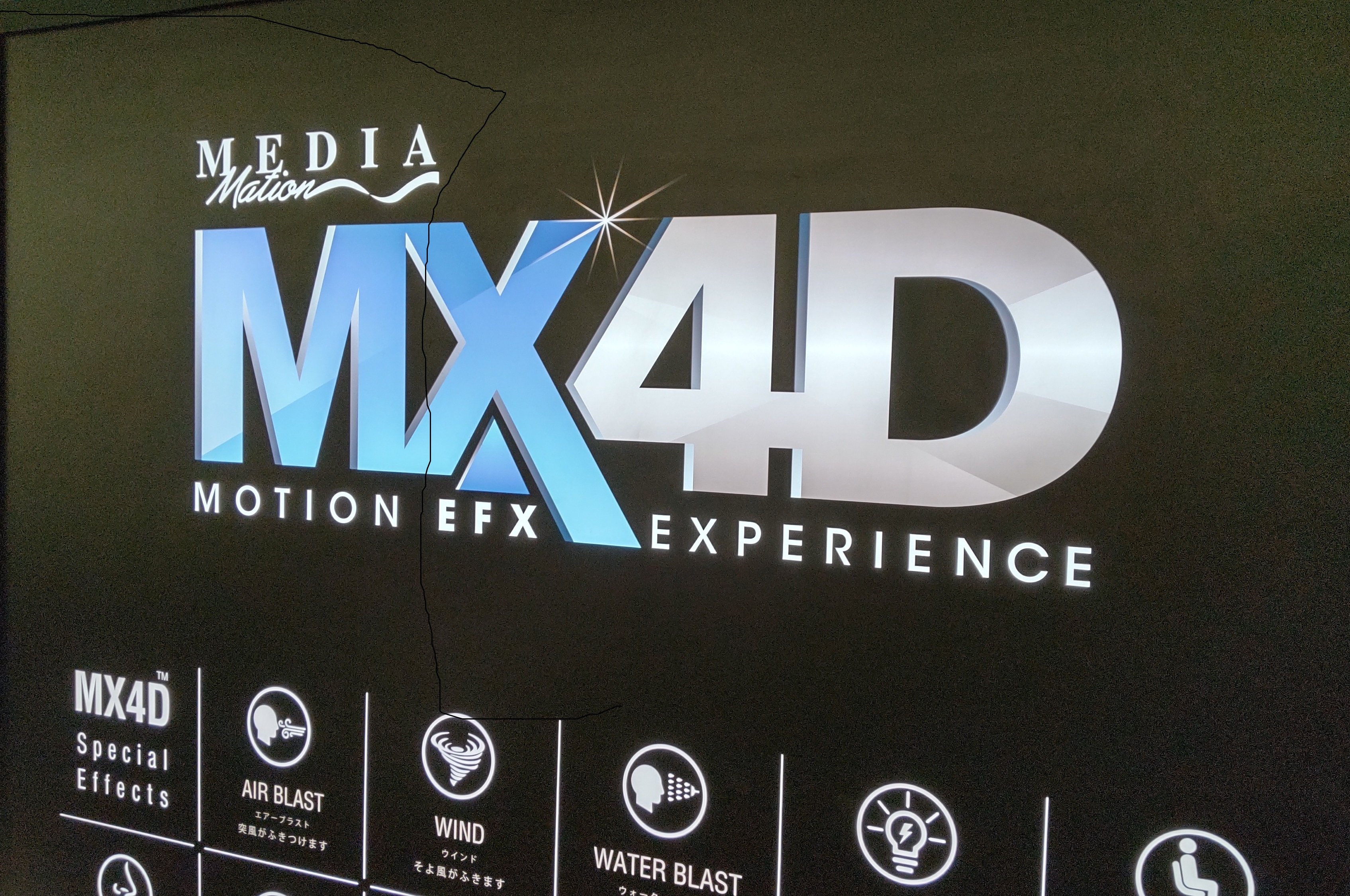
MX4Dの表示板（TOHOシネマズ海老名）

MX4D（エムエックスフォーディー）は、アメリカ合衆国のMediaMation社によって開発された4D映画システムであり、座席の動き、匂い、水などで映画の演出を行う。座席が映画の内容に合わせて様々な方向に傾斜したり、エアーブラストが用いられたり、触覚を感じさせる演出が行われたりと様々な技術が使用されている。主にTOHOシネマズの一部の劇場のスクリーンで導入されている。同種のライバルとしては韓国・CJグループ傘下のCJ 4DPLEX社が開発した4DXがあり、両者をあわせて「4D上映」と総称される。
上述のようにMX4Dとは、上映に付随したスクリーン以外の演出システムであって、3D上映という意味ではない。そのため「MX4D 2D」と「MX4D 3D」の2通りの上映形態がある。

## 演出
出典：TOHOシネマズの紹介ページ

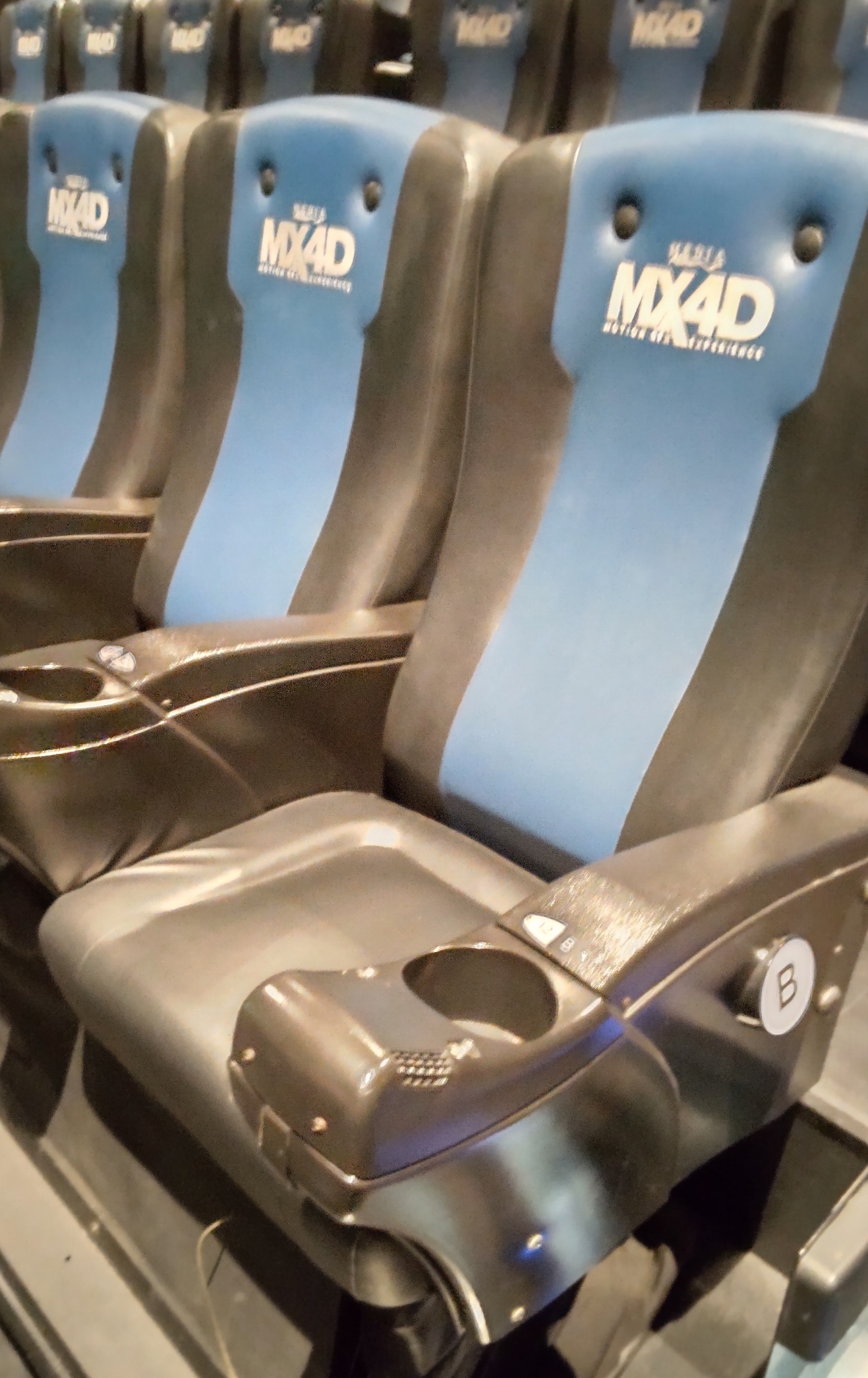
MX4Dの座席

映画のシーンにあわせて4人掛けのシートが前後・左右・上下に動く。アクションシーンでは激しく揺さぶるように動き、ドラマシーンでは心情に重ねてゆっくりと動くといった変化も付けられる。さらに、11種類の特殊効果を組み合わせることで、アトラクション型の映画鑑賞スタイルを実現する。
- 手摺りにある装置。
  - エアブラスト - 瞬間的な風がシュッシュッと吹き付ける。
  - ウィンド - そよ風や向かい風が自然に吹いてくる。
  - セント - 花の香りや食べ物の匂いが漂ってくる。
  - ウォーターブラスト - 水しぶきが顔に飛んでくる。
- シート座面にある装置。
  - シートホッパー - 尻をドンッと突き上げる衝撃。
  - ランブラー - 地響きのようなズズズ…という振動。
  - バックポーカー - 背中をトントンと突くような感覚。
  - ネックティラー - 首筋に何かが触れるようなゾクッとする感覚。
  - レッグティラー - 足首に何かが触れるようなドキッとする感覚。
- 場内に設置された装置。
  - フォグ - 霧（スモーク）が湧いてくる。
  - ストロボ - 閃光がピカッと光る（5色対応）。

## 注意事項
- 身長100cm以下は入場できない。
- チャイルドシート不可。子供を膝の上に乗せて鑑賞できない。
- 荷物を足元に置けない。膝の上に置けない荷物や傘は、スクリーン前に設置されているロッカーや傘立てに預けておく。
- 妊婦、体調不良、心臓・背中・首・腰などに障害がある人、車椅子利用者などは利用できない。
- シートの動きにより飲食物がこぼれる場合がある。

## 導入劇場
日本ではソニーマーケティングが販売代理業務を行い、基本的にTOHOシネマズの劇場（ティ・ジョイと共同で運営している「広島バルト11」も含む）に導入されているが、「MOVIE ON やまがた」「イオンシネマ徳島」のようにTOHOシネマズ以外の興行会社が運営している劇場にも導入されている。
チケット購入の際、鑑賞料金に加えてMX4D追加料金が必要となる。TOHOシネマズ系ではプラス1000円（2022年時点）。

### 現在営業中のMX4Dシアター
2025年2月中旬現在、日本国内には12箇所の映画館でMX4Dが導入されている。最盛期には20箇所あったが2021年以降は廃止 (通常シアターへの改修) が相次いでいる。
| 施設                        | 場所                 | 開館日         | 備考                                       |
| --------------------------- | -------------------- | -------------- | ------------------------------------------ |
| MOVIE ON やまがた           | 山形県山形市         | 2016年4月29日  |                                            |
| TOHOシネマズ 宇都宮         | 栃木県宇都宮市       | 2015年12月1日  |                                            |
| TOHOシネマズ 新宿           | 東京都新宿区         | 2015年6月26日  | [ 2 ]                                      |
| TOHOシネマズ 六本木ヒルズ   | 東京都港区           | 2015年6月26日  |                                            |
| TOHOシネマズ 西新井         | 東京都足立区         | 2016年11月30日 | [ 3 ]                                      |
| TOHOシネマズ 川崎           | 神奈川県川崎市川崎区 | 2015年12月12日 | [ 4 ]                                      |
| TOHOシネマズ 海老名         | 神奈川県海老名市     | 2016年11月23日 |                                            |
| TOHOシネマズ ららぽーと船橋 | 千葉県船橋市         | 2015年12月10日 |                                            |
| TOHOシネマズ なんば         | 大阪府大阪市中央区   | 2015年12月18日 | [ 5 ]                                      |
| TOHOシネマズ 西宮OS         | 兵庫県西宮市         | 2015年12月23日 | [ 6 ]                                      |
| 広島バルト11                | 広島県安芸郡府中町   | 2018年3月21日  | [ 7 ]                                      |
| イオンシネマ 徳島           | 徳島県徳島市         | 2017年4月27日  | シネマコンプレックス開業時よりMX4Dを導入。 |

### 過去に日本で営業していたMX4Dシアター
| 施設                          | 場所                 | 開館日         | 閉館日         | 備考                                                                                  |
| ----------------------------- | -------------------- | -------------- | -------------- | ------------------------------------------------------------------------------------- |
| TOHOシネマズ 柏               | 千葉県柏市           | 2016年4月25日  | 2023年2月以前  | 営業中はスクリーン1にMX4Dが導入されていた。シネマコンプレックス開業時よりMX4Dを導入。 |
| TOHOシネマズららぽーと横浜    | 神奈川県横浜市都筑区 | 2015年12月8日  | 2021年8月31日  | 営業中はスクリーン8にMX4Dが導入されていた。                                           |
| TOHOシネマズ岡南              | 岡山県岡山市南区     | 2015年11月28日 | 2021年10月5日  | 営業中はスクリーン5にMX4Dが導入されていた。                                           |
| TOHOシネマズ二条              | 京都府京都市中京区   | 2016年3月16日  | 2021年10月17日 | 営業中はスクリーン7にMX4Dが導入されていた。                                           |
| TOHOシネマズ 鳳               | 大阪府堺市西区       | 2016年12月16日 | 2023年2月以前  | 営業中はスクリーン2にMX4Dが導入されていた。                                           |
| TOHOシネマズ 赤池             | 愛知県日進市         | 2017年11月24日 | 2024年1月17日  | 営業中はスクリーン7にMX4Dが導入されていた。シネマコンプレックス開業時よりMX4Dを導入。 |
| TOHOシネマズ ららぽーと富士見 | 埼玉県富士見市       | 2015年4月10日  | 2024年2月8日   | 営業中はスクリーン7にMX4Dが導入されていた。MX4Dを国内初導入。                         |
| TOHOシネマズ 府中             | 東京都府中市         | 2016年12月14日 | 2025年2月9日   | 営業中はスクリーン6にMX4Dが導入されていた。                                           |